# 海通镇
海通镇，是中华人民共和国江苏省盐城市射阳县下辖的一个乡镇级行政单位。

## 行政区划
海通镇下辖以下地区：
通兴社区、支鱼社区、南洋社区、中尖社区、大尖社区、芦鱼港社区、团塘村、射南村、射北村和沟浜村。